# Lycianthes densistrigosa
Lycianthes densistrigosa är en potatisväxtart som först beskrevs av Friedrich August Georg Bitter, och fick sitt nu gällande namn av Friedrich August Georg Bitter. Lycianthes densistrigosa ingår i Himmelsögonsläktet som ingår i familjen potatisväxter. Inga underarter finns listade i Catalogue of Life.